# Joe Diorio
Joseph Louis Diorio, detto Joe (Waterbury, 6 agosto 1936 – 2 febbraio 2022), è stato un chitarrista, compositore e produttore discografico statunitense.

## Biografia
Chitarrista di grande talento, ha pubblicato 17 album da solista e ha partecipato a numerose incisioni con Sonny Stitt, Eddie Harris, Ira Sullivan, Stan Getz, Pat Metheny, Horace Silver, Freddie Hubbard, Robben Ford, Gary Willis, David Becker e Mick Goodrick.
È stato uno dei primi istruttori del Musicians Institute di Hollywood e ha pubblicato numerosi libri e video di metodi per chitarra.
Nei primi anni '60 ha vissuto a Chicago, dove ha suonato con stelle del jazz fra le quali il sassofonista Sonny Stitt e il trombonista Bennie Green, e nel 1961 ha partecipato alla registrazione dell'album Exodus to Jazz del sassofonista Eddie Harris.
Successivamente, insieme al trombettista e sassofonista Ira Sullivan, si è trasferito a Miami, in Florida, dove si è rapidamente inserito nella fiorente scena jazz della città, suonando con Stan Getz, Freddie Hubbard e Stanley Turrentine, e creando il suo trio con Bob Magnusson e Jim Plank.
Dopo avere pubblicato il suo album solista, Solo Guitar, del 1975, ha inciso numerosi album, inclusi gli album tributo a Wes Montgomery e Antônio Carlos Jobim.

## Discografia

### Solista
- 1974 - Rapport con Wally Cirillo (Spitball)
- 1975 - Solo Guitar (Spitball)
- 1976 - Soloduo con Wally Cirillo (Spitball)
- 1976 - Straight Ahead To The Light con Steve Bagby (Spitball)
- 1977 - Peaceful Journey (Spitball)
- 1980 - Bonita (Zdenek)
- 1980 - Feedles con Gijs Hendriks, Bert Van Erk, Michael Baird (Timless)
- 1981 - 20th Century Impressions con Jeff Berlin e Vinnie Colaiuta (J Disc)
- 1987 - Earth Moon Earth (Nocture)
- 1989 - Minor Elegance con Robben Ford (MGI)
- 1989 - Italy (MGI)
- 1993 - Double Take con Riccardo Del Fra (RAM)
- 1993 - We Will Meet Again (RAM)
- 1993 - Rare Birds con Mick Goodrick (RAM)
- 1994 - More than Friends (RAM)
- 1998 - I Remember You (RAM)

### Come sideman
Con Pete & Conte Candoli
- 1978 - The Candoli Brothers (Essential Media Group)

Con Eddie Harris
- 1961 - Exodus To Jazz (Vee-Jay)
- 1961 - Mighty Like a Rose (Vee-Jay)
- 1961 - Jazz For "Breakfast at Tiffany's" (Vee-Jay)
- 1962 - A Study In Jazz (Vee-Jay)
- 1963 - For Bird And Bags (Exodus)
- 1970 - Come On Down (Atlantic)

Con Sam Lazar
- 1962 - Playback (Argo)

Con Anita O'Day
- 1978 - Mello'day (GNP Crescendo)

Con Horace Silver
- 1981 - Guides To Growing Up (Silveto)

Con Sonny Stitt
- 1963 - Move On Over (Argo)
- 1964 - My Main Man, con Bennie Green (Argo)

Con Ira Sullivan
- 1976 - Ira Sullivan, con Jaco Pastorius (A&M)
- 1978 - Peace (Fantasy)
- 1982 - Multimedia (Galaxy Music)
- 1990 - An Axe To Grind - Ken Kamplin And Friends Album (Intense Record)

Con David Becker
- 2005 - The Color Of Sound (Acoustic Music Records)